# Lantana involucrata
Lantana involucrata är en verbenaväxtart som beskrevs av Carl von Linné. Lantana involucrata ingår i släktet eldkronor, och familjen verbenaväxter.

## Underarter
Arten delas in i följande underarter:
- L. i. involucrata
- L. i. odorata